# Pedro Henrique del Brasil
Pedro Henrique del Brasil (portuguès: Pedro Henrique Afonso Felipe Maria Miguel Gabriel Rafael Gonzaga de Orléans e Bragança ; 13 de setembre de 1909 - 5 de juliol de 1981), va ser un besnét de l'últim emperador del Brasil, Pedro II, i un dels dos aspirants al tron abolit.

## Matrimoni i fills
Pedro Henrique es va casar amb la princesa Maria Elisabet de Baviera al palau de Nymphenburg, Baviera, el 19 d'agost de 1937. Van tenir dotze fills:
- Príncep Luiz d'Orleans-Braganza (6 de juny de 1938 a Mandelieu-la-Napoule - 15 de juliol de 2022 a São Paulo). Solter i sense descendència.
- El príncep Eudes d'Orleans-Braganza (8 de juny de 1939 a Mandelieu-la-Napoule - 13 d'agost de 2020 a Rio de Janeiro[3]), va renunciar als drets successoris imperials per a ell i els seus descendents el 3 de juny de 1966 i es va casar, en primer lloc, el 14 de maig. 1967 a São Paulo, Ana Maria de Cerqueira César Moraes de Barros (nascut el 20 de novembre de 1945 a São Paulo), de qui es va divorciar el 1976, havent tingut dos fills.[4][2] Es va tornar a casar el 26 de març de 1976 a Rio de Janeiro amb Mercedes Willemsens Neves da Rocha (nascuda el 26 de gener de 1955 a Petrópolis), amb qui va tenir més fills.
- Príncep Bertrand d'Orleans-Braganza (nascut el 2 de febrer de 1941 a Mandelieu-la-Napoule). Solter i sense descendència.
- Isabel Maria Josefa Henriqueta Francisca d'Orleans-Braganza (4 d'abril de 1944 a La Bourboule – 5 de novembre de 2017 a Rio de Janeiro).
- Pedro de Alcântara Henrique Maria Miguel Gabriel Rafael Gonzaga d'Orleans-Braganza (nascut l'1 de desembre de 1945 a Petrópolis), va renunciar als drets successoris imperials per a ell i els seus descendents el 28 de desembre de 1972 i es va casar el 4 de juliol de 1974 a Rio de Janeiro amb Maria de Fátima Baptista. de Oliveira Rocha (nascut el 14 de juliol de 1952 a Rio de Janeiro), amb qui va tenir fills.[5][2]
- Fernando Diniz Maria José Miguel Gabriel Rafael Gonzaga d'Orleans-Braganza (nascut el 2 de febrer de 1948 a Petrópolis), va renunciar als drets successoris imperials per a ell i els seus descendents el 24 de febrer de 1975 i es va casar el 19 de març de 1975 a Rio de Janeiro, Maria de Graça de Siqueira Carvalho Baere de Araújo (nascut el 27 de juny de 1952 a Rio de Janeiro), amb qui va tenir fills.[5][2]
- El príncep Antônio d'Orleans-Braganza (24 de juny de 1950 a Rio de Janeiro - 8 de novembre de 2024 a Rio de Janeiro), es va casar el 25 de setembre de 1981 a Belœil, amb la princesa Christine de Ligne (nascuda l'11 d'agost de 1955 a Belœil), filla d' Antoine, 13è príncep de Ligne, i la princesa Alix de Luxemburg. Tenen quatre fills.
- La princesa Maria Josefa Rosa Filipa Miguela Gabriela Rafaela Gonzaga d'Orleans-Braganza (nascuda el 20 de maig de 1953 a Jacarezinho), es va casar el 10 de març de 1981 a Rio de Janeiro, Michel, 14è príncep de Ligne (nascut el 26 de maig de 1951 a Belœil), fill de Antoine, 13è príncep de Ligne i la princesa Alix de Luxemburg. Tenen dos fills.
- Francisco Maria José Rasso Miguel Gabriel Rafael Gonzaga d'Orleans-Braganza (nascut el 6 d'abril de 1955 a Jacarezinho), va renunciar als drets successoris imperials per a ell i els seus descendents l'11 de desembre de 1980 i es va casar el 28 de desembre de 1980 a Rio de Janeiro, Cláudia Regina Lisboa Martins Godinho (nascut l'11 de juliol de 1954 a Rio de Janeiro), amb qui va tenir fills.[6]
- Alberto Maria José João Miguel Gabriel Rafael Gonzaga d'Orleans-Braganza (nascut el 23 de juny de 1957 a Jundiaí do Sul), va renunciar als drets successoris imperials per a ell i els seus descendents el 22 de desembre de 1982 i es va casar l'11 de gener de 1983 a Rio de Janeiro, Maritza Bulcão Ribas. Bockel (nascut el 29 d'abril de 1961 a Rio de Janeiro), amb qui va tenir fills.[6]
- Maria Teresa Aldegunda Luiza Josefa Micaela Gabriela Rafaela Gonzaga d'Orleans-Braganza (nascuda el 14 de juliol de 1959 a Jundiaí do Sul).
- Maria Gabriela Dorotéa Isabel Josefa Micaela Gabriela Rafaela Gonzaga d'Orleans-Braganza (nascuda el 14 de juliol de 1959 a Jundiaí do Sul).